# Rolf-Jürgen Picker
Rolf-Jürgen Heino Picker (* 13. Juni 1953 in Wilhelmshaven) ist ein ehemaliger deutscher Politiker (CSU), Rechtsanwalt und Buchautor.

## Leben und Wirken
Picker legte sein Abitur in Starnberg ab und schloss sein Studium in München mit dem ersten und das zweiten juristischen Staatsexamen ab. Nach dem Rechtsreferendariat in München wirkte er als Rechtsanwalt am Amtsgericht Starnberg und an den Landgerichten München I und München II sowie kurzzeitig beim Weltrat der Kirchen in Genf. Danach war er unter anderem bei verschiedenen Banken tätig.
1977 trat Picker der CSU in Starnberg bei. Er war Mitglied im Landesvorstand des Evangelischen Arbeitskreises (EAK) der CSU und Bezirksvorsitzender des EAK der CSU Oberbayern sowie Kreisvorsitzender des EAK der CSU Starnberg. Vom 12. Juni bis zum 15. Oktober 2003 saß er kurzzeitig im Bayerischen Landtag. Er engagiert sich ehrenamtlich im Vorstand der Rechtsanwaltskammer München.

## Schriften (Auswahl)
- Euro / Ecu, Grundrechte der EU, Europäische Währungsunion, Wirtschafts- und Finanz-Politik, Politik, Genealogie, Bundessozialgericht, Bundesverfassungsgericht. Gesammelte Werke von Rolf-J. H. Picker der letzten vierzig Jahre. Rolf Picker Verlag, Starnberg 2019, ISBN 978-3-9800539-6-9,  Digitalisat
- Wettbewerbs-, Kartell-, Subventions-, Währungs-, Europa-, Staats-, Wirtschafts- und Völker-Recht, Kunst, Politik, Medizin. Aufsätze aus den Jahren 1979 bis 2020. Rolf Picker Verlag, Starnberg 2020, ISBN 978-3-9800539-9-0, Digitalisat
- Bayerisches Recht, Friesisches Recht, Rüstringer Landrecht (Asega-Buch), Reichstag zu Aachen im Jahre 802, Sage von der Hermannsschlacht im Jahr 9 n. Chr. und Sachsenspiegel (Land-und Lehenrecht). Rolf Picker Verlag, Starnberg 2020, ISBN  978-3-9807685-0-4.
- als Hrsg.: Fränkisches Recht, Alemannisches Recht: Lex Salica, Lex Ribuaria, Lex Alamannorum. Handschriften aus der Zeit der Merowinger und Karolinger: Reichstag zu Aachen im Jahre 802. Rolf Picker Verlag, Starnberg 2021, ISBN 978-3-9807685-1-1.
- Begegnungen mit Kohl, Merkel, Gorbatschow, Kirchenfürsten u.a., Forschungsergebnisse. Rolf Picker Verlag, ISBN 978-3-9800539-8-3, online
- Kunst-Mal-Schule, Öl-, Acryl-, Aquarell-Malerei als Druck wiedergegeben. (Inspiriert durch persönliche Bekanntschaften mit diversen Künstlern). Verlag Rolf Picker, Starnberg 2025, ISBN 978-3-910709-04-1, online